# Fundació Josep Carreras contra la Leucèmia
La Fundació Josep Carreras contra la leucèmia és una entitat privada, benèfica i sense afany de lucre, fundada pel tenor Josep Carreras, després de recuperar-se d'una leucèmia. Carreras va crear la Fundació el 14 de juliol de 1988, per tornar a la societat i a la ciència totes les mostres d'afecte rebudes durant el seu tractament, amb un objectiu molt clar: aconseguir que, algun dia, la leucèmia sigui una malaltia curable en tots els casos. Posteriorment, es van crear fundacions també a Suïssa, Alemanya i als Estats Units. El seu president és Josep Carreras i el vicepresident, Ciril Rozman.

## Objectius estratègics[calcitació]
- Informar i conscienciar la societat de què és la leucèmia i la resta d'hemopaties malignes com els limfomes i el mieloma múltiple, entre moltes altres, i el grau en què afecta la població.
- Millorar la qualitat de vida dels malalts i els seus familiars.
- Augmentar el nombre de donants de medul·la òssia i sang de cordó umbilical voluntaris i el nombre de persones associades a la Fundació.
- Potenciar els projectes de recerca científica.[2][3]

## Activitats[calcitació]
- La promoció i recerca de donants de medul·la òssia i sang de cordó umbilical voluntaris per a pacients que requereixen un trasplantament i no disposen d'un donant familiar compatible.

El 1991, la Fundació va crear el Registre de Donants de Medul·la Òssia a Espanya (REDMO), per a aconseguir que cap pacient de leucèmia quedés sense la possibilitat d'accedir a un trasplantament per no disposar d'un donant familiar compatible. Per a 3 de cada 4 pacients que requereixen un trasplantament, la donació de medul·la òssia a partir d'un donant no emparentat és l'única possibilitat de curació.
Fins al moment de la creació del Registre per part de la Fundació, els pacients espanyols no podien accedir als registres de donants que altres països occidentals desenvolupats ja havien creat.
Gràcies a aquesta iniciativa, actualment els pacients espanyols poden accedir a tots els donants de medul·la òssia i a les unitats de cordó umbilical disponibles en tot el món.
- El finançament de projectes nacionals i internacionals de recerca científica

La Fundació Josep Carreras destina una gran quantitat dels seus ingressos a promoure la investigació científica. El President del Comitè Científic de la Fundació, el professor Ciril Rozman, defensa que la millor manera d'aconseguir una cura definitiva per a la leucèmia és promoure’n la investigació entre els joves científics.
D'aquesta manera, contribueix a cercar una curació definitiva per a la leucèmia i altres malalties hematològiques. La Fundació ja ha invertit més de 8 milions d'euros en projectes d'investigació científica i, a finals del 2010, va posar en marxa l'Institut de Recerca Contra la Leucèmia Josep Carreras (IJC), un dels pocs centres del món que investiga exclusivament les hemopaties malignes.
- Suport a les infraestructures hospitalàries

Per apropar la tecnologia més innovadora als pacients, la Fundació finança alguns projectes de millora d'infraestructures hospitalàries. La Fundació Josep Carreras considera imprescindible contribuir a accelerar la introducció dels mètodes terapèutics més avançats als centres sanitaris i a millorar les infraestructures d'investigació. Per això, dintre de les seves possibilitats, l'entitat realitza aportacions a centres acreditats i d'accés públic a fi que els pacients i els equips assistencials puguin beneficiar-se d'unes millors condicions d'atenció i de treball.
Per exemple, des de 1988, la Fundació Josep Carreras ha contribuït al desenvolupament del Banc de Cordó Umbilical de Barcelona, els bancs de Cordó Umbilical de Düsseldorf i Ginebra, i diverses unitats de trasplantament a Espanya i a Alemanya.
- Els serveis socials a pacients i els seus familiars

Sovint, el pacient s'ha de sotmetre a un trasplantament de medul·la òssia o sang de cordó umbilical. Per aquest motiu, els pacients romanen llargues temporades a l'hospital. En aquests casos, és molt important que puguin comptar amb l'ajuda i la companyia de la seva família. La Fundació té sis pisos d'acollida adequats a les necessitats dels pacients i els seus familiars amb pocs recursos econòmics o que han de desplaçar-se fora de la seva residència.
La Fundació també posa a disposició dels pacients de leucèmia de tot el món i dels seus familiars un telèfon, un fax i un e-mail d'informació sobre la malaltia, que ofereix el consell gratuït d'especialistes de notable reputació en l'àmbit de les malalties hematològiques.
- Docència: Programa "Farreras-Valentí".

Des del 2009, la Fundació Josep Carreras inclou un nou programa, en les seves activitats, denominat "Programa Farreras Valentí". Aquest programa té com a fi promoure la docència en el camp de l'Hematologia, i donar-hi suport; i es va integrar a la nostra fundació com a resultat de la fusió de la nostra entitat amb la Fundació de l'Escola d'Hematologia Farreras Valentí, vinculada a l'Hospital Clínic de Barcelona.